# The Expendables 3
The Expendables 3 (alternativer Titel: The Expendables 3: A Man’s Job) ist ein US-amerikanischer Ensemble-Actionfilm aus dem Jahr 2014 von Patrick Hughes. Das Drehbuch stammt von Creighton Rothenberger, Katrin Benedikt und Sylvester Stallone. Der Film ist eine Fortsetzung von The Expendables und The Expendables 2. Die Darstellerriege wurde neben dem Stammteam unter anderem durch Wesley Snipes, Antonio Banderas, Mel Gibson und Harrison Ford ergänzt.

## Handlung
Barney Ross und sein Team befreien den inhaftierten ehemaligen Expendable Doc aus einem Gefangenentransporter. Die vergrößerte Truppe soll einen Waffendeal verhindern. Dabei stellt sich heraus, dass der Waffenlieferant der totgeglaubte Expendables-Mitgründer Conrad Stonebanks ist. Stonebanks schießt Hale Caesar an und entkommt.
Während Caesar im Koma liegt, wird Barney von seinem neuen CIA-Kontakt Max Drummer nach dem fehlgeschlagenen Auftrag neu instruiert. Stonebanks soll nun lebend gefangen genommen werden, damit er vor dem Internationalen Strafgerichtshof in Den Haag als Kriegsverbrecher angeklagt werden kann. Dies widerspricht Barneys ursprünglichem Wunsch, der Stonebanks lieber umbringen würde, dennoch beugt er sich dem Befehl der CIA. Barney beschließt, die alte Truppe in Rente zu schicken und neue Expendables anzuheuern. Mit Hilfe von Bonaparte rekrutiert er vier junge Leute, die Stonebanks gefangen nehmen sollen. Bei einer Waffenübergabe in einem Museum in Bukarest können sie Stonebanks’ Wachen überraschen und den Waffenhändler betäuben und festnehmen. Der Transport per Lieferwagen wird jedoch von Stonebanks’ Leuten per Helikopter abgefangen, die Stonebanks über einen GPS-Sender orten konnten. Die vier Neuen werden gefangen genommen, Barney fällt in einen Fluss. Er wird von Stonebanks’ Leuten aufgespürt, kann aber alle töten.
Barney will den Auftrag vollenden und fliegt in die Heimat, um Ausrüstung aufzuladen. Dort wird Barney zunächst von Galgo überredet, ihn mitzunehmen. Kurz vor dem Start des Flugzeugs kommen auch noch Christmas und die restlichen früheren Expendables hinzu und vervollständigen so den Rettungstrupp. Ohne ihr Wissen folgen ihnen auch Drummer, Trench und Yin Yang. Stonebanks’ Versteck liegt in einer osteuropäischen Republik in einer von der dortigen Armee bewachten Ruinenstadt. Die Expendables finden die vier Gefangenen in einer Hotelruine, die mit C4 gespickt ist. Die Angriffe der Armee mit Infanterie, Panzern und Kampfhubschraubern wehren die Expendables mit Müh und Not ab, so dass Stonebanks schließlich selbst in den Kampf eingreift. So hat Barney die Möglichkeit, ihn in einem Faustkampf zu besiegen und ihn am Ende doch zu erschießen. Die Expendables fliehen über das Dach in dem Hubschrauber von Trench und Drummer, kurz bevor das Hotel gesprengt wird.

## Unterschiedliche Versionen
Für den weltweiten Kinostart wurde The Expendables 3 in einer geschnittenen Version veröffentlicht. Dadurch erhielt der Film in den USA das finanziell lukrative PG-13 Rating und in Deutschland die FSK-16-Freigabe. Für die Heimkinoauswertung wurde neben der „ungeschnittenen Kinofassung“ ein Extended Director’s Cut veröffentlicht, der fünf Minuten mehr Laufzeit hat und in Deutschland eine FSK-18-Freigabe erhielt. Diese Schnittfassung stellt damit die wirklich originale Version des Films dar. Stallone gab später zu, dass The Expendables 3 geschnitten ins Kino zu bringen, um damit ein größeres Zielpublikum erreichen zu können, ein großer Fehler war.

## Produktion
Sylvester Stallone bot Mel Gibson zunächst die Regie für den dritten Teil an. Nach einigen Diskussionen einigte man sich jedoch auf eine Schurkenrolle für Gibson, Regisseur wurde daraufhin Patrick Hughes.
Bruce Willis, der in beiden Vorgängerfilmen vertreten war, konnte sich für den dritten Teil mit Stallone nicht auf eine Zusammenarbeit einigen. Stattdessen wurde eine neue, ähnliche Figur geschaffen, die von Harrison Ford dargestellt wurde.
Wesley Snipes sollte bereits im ersten The Expendables-Film mitwirken, aber eine damalige gerichtliche Angelegenheit machte dies für Snipes unmöglich.

## Trivia
- Nachdem die Expendables „Doc“ (Wesley Snipes) aus dem Gefängniszug befreit haben, wird er gefragt, wofür er eingesessen habe. Doc antwortet, er habe wegen Steuerhinterziehung eingesessen. Tatsächlich wurde Wesley Snipes im Jahr 2010 wegen Steuerhinterziehung angeklagt und zu einer Haftstrafe verurteilt.
- Stonebanks’ Videomail, in der er die gefangenen Teammitglieder als „Tick, Trick, Track und Daisy“ verspottet, greift eine Szene aus Lethal Weapon 4 auf, in der Mel Gibson als Martin Riggs die vier gefangenen chinesischen Gangsterbosse als „Tick, Trick, Track und Fuck“ bezeichnet.

## Synchronisation
Nachdem Stallone und Schwarzenegger in ihrem letzten gemeinsamen Film Escape Plan unterschiedliche deutsche Synchronstimmen erhalten hatten, wurden beide in The Expendables 3 wieder von Thomas Danneberg gesprochen.
| Rolle             | Darsteller            | Synchronsprecher     |
| ----------------- | --------------------- | -------------------- |
| Barney Ross       | Sylvester Stallone    | Thomas Danneberg     |
| Lee Christmas     | Jason Statham         | Thomas Nero Wolff    |
| Bonaparte         | Kelsey Grammer        | Klaus-Dieter Klebsch |
| Conrad Stonebanks | Mel Gibson            | Elmar Wepper         |
| Doctor Death      | Wesley Snipes         | Torsten Michaelis    |
| Galgo             | Antonio Banderas      | Bernd Vollbrecht     |
| Goran Vata        | Robert Davi           | Jan Spitzer          |
| Gunnar Jensen     | Dolph Lundgren        | Oliver Stritzel      |
| Hale Caesar       | Terry Crews           | Tobias Kluckert      |
| John Smilee       | Kellan Lutz           | Stefan Günther       |
| Luna              | Ronda Rousey          | Anja Stadlober       |
| Mars              | Victor Ortiz          | Martin Kautz         |
| Max Drummer       | Harrison Ford         | Wolfgang Pampel      |
| Thorn             | Glen Powell           | Marius Clarén        |
| Toll Road         | Randy Couture         | Sascha Rotermund     |
| Trench Mauser     | Arnold Schwarzenegger | Thomas Danneberg     |
| Yin Yang          | Jet Li                | Simon Jäger          |

## Kritiken
Während die beiden Vorgänger als Genrevertreter relativ positiv gewertet wurden, erhielt The Expendables 3 überwiegend mäßige bis negative Kritiken. So erhielt der Film bei der IMDb eine durchschnittliche Wertung von 6,1. Bei Rotten Tomatoes reichte es nur zu einer Wertung von 32 %, und er hat einen Metascore von 35 von 100 bei Metacritic.
Der Hollywood Reporter kritisierte beispielsweise, dass der größte Fehler des Films war, die „eigentlichen Hauptdarsteller kalt zu stellen“ und stattdessen neue junge Darsteller in den Mittelpunkt zu rücken, von denen „keiner die Erfahrung oder Ausstrahlung“ der Altstars erreicht.
Der Filmdienst meinte, der Film gefalle sich in „kernig-gestelzten Onelinern“. Dem „ermüdenden Actionfeuerwerk“ sei insgesamt „ein Großteil der Originalität und der Genrespielereien der Vorgängerfilme verloren gegangen“.

## Fortsetzung
Die Fortsetzung The Expendables 4 wurde im Jahr 2021 gedreht und kam im September 2023 in die Kinos. Sylvester Stallone, Jason Statham, Dolph Lundgren und Randy Couture nehmen ihre alten Rollen wieder auf. Die Regie führte Scott Waugh.